# Харківська районна рада

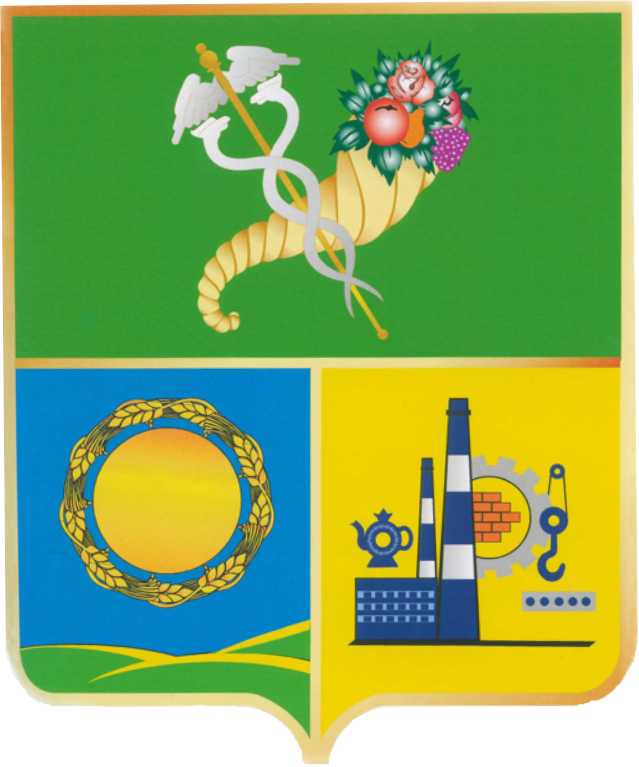

Харківська районна рада Харківської області  — це представницький орган, що здійснює функції та повноваження місцевого самоврядування, визначені Конституцією України і законами України, створює свої виконавчі органи та обирає голову ради.
Харківська районна рада Харківської області будує свою роботу на системній і конструктивній співпраці з народними депутатами та депутатами всіх рівнів, а також, безумовно, з Харківськими обласною та районною державними адміністраціями.

## Керівництво
- Голова — Третяк Михайло Володимирович
- Заступник голови — Нікуленко Віктор Іванович
- Заступник голови — Покровська Олена Юріївна

 Кількість депутатів Харківської районної ради в одномандатних мажоритарних округах становить 30 осіб.
Список депутатів Харківської районної ради VI скликання складає 60 осіб.

## Постійні комісії
- постійна комісія з питань бюджету;
- постійна комісія з питань регламенту, депутатської діяльності, місцевого самоврядування, законності та зв'язків з об'єднаннями громадян;
- постійна комісія з питань соціально-економічного розвитку району, підприємництва та малого бізнесу;
- постійна комісія з питань аграрної політики, земельних відносин, екології та природних ресурсів;
- постійна комісія з питань спільної власності територіальних громад, містобудування, житлово-комунального господарства та паливно-енергетичного комплексу;
- постійна комісія з питань освіти, культури, молодіжної політики, фізичної культури та спорту;
- постійна комісія з питань охорони здоров'я та соціального захисту населення.

## Фракції
- депутатська фракція «Регіони Харківщини»;
- депутатська фракція "Всеукраїнського об'єднання «Батьківщина»;
- депутатська фракція Політичної партії «Фронт змін»;
- депутатська фракція «Комуністична партія України за майбутнє Харківського району»;
- депутатська фракція «ВІДРОДЖЕННЯ».

Харківська районна рада Харківської області спільно з міськими, селищними, сільськими радами району бере активну участь у роботі Асоціації органів місцевого самоврядування Харківської області.
Гласність роботи ради, її президії, постійних комісій реалізується шляхом публікації звіту пленарних засідань ради, публікації її рішень в комунальній газеті «Трибуна трудящих» та на сайті Харківського району.
Протягом свого функціонування Харківська районна рада Харківської області працює стабільно і послідовно, забезпечуючи розвиток регіону за найактуальнішими напрямками, розв'язуючи проблемні питання життя територіальних громад Харківського району.

## Офіційний сайт Харківської районної ради Харківської області
- http://khrada.gov.ua/